# Powerlifting
Powerlifting je šport u kojem natjecatelj ima zadatak podići što veću težinu utega u trima disciplinama: čučanj, potisak s klupe i mrtvo dizanje. Za razliku od dizanja utega powerlifting nije olimpijski šport, no zato je potisak s klupe jedini paraolimpijski šport u teškoj atletici.

## Struktura organizacije
Europska powerlifting federacija (EPF) je krovna organizacija za powerlifting u Europi, a International Powerlifting Federation (IPF) u svijetu.

## U Hrvatskoj
Hrvatski građani bavili su se ovim sportom i u Jugoslaviji te se povijest ovoga sporta može protegnuti sve do 1967. godine od kada je u sklopu Dizačkog saveza Jugoslavije djelovao i odsjek za ovaj sport.
Hrvatski powerlifting savez (HPLS) je hrvatska krovna organizacija za powerlifting u Hrvatskoj. Osnovan je 26. lipnja 2012. u Virovitici. 
Djelovala je Hrvatska powerlifting organizacija (HPO).
Osnovana je 30. ožujka 2016. Osnovalo ju je 11 klubova koji su napustili HPLS, nezadovoljni politikom i rukovođenjem Saveza i kršenjem Statuta HPLS-a.
Prvi neslužbeni nastup Hrvatske (u vrijeme dok savez još nije bio osnovan) na međunarodnoj sceni bio je u svibnju 2012. godine kada delegacija, reprezentacija Hrvatske u powerliftingu prvi puta odlazi organizirano i zajednički na Europsko prvenstvo GPC federacije u Sloveniju.
Nastup Hrvatske na prvom službenom međunarodnom IPF natjecanju bio je u ožujku 2014. na Sölden Classic Cup (ekipno i pojedinačno).
Prvo službeno natjecanje pod okriljem Saveza bilo je u kolovozu 2013. u Virovitici.
Prvo državno prvenstvo u powerliftingu i bench pressu održano je u veljači 2014. u Svetom Martinu na Muri.
Prva žena natjecateljica u Hrvatskoj bila je Irena Golub na Božićnom natjecanju u Metalcu 19.12.2010.
Bjelovar Record Breakers koji se održava od 2023. je prvo powerlifting natjecanje u Hrvatskoj u kojem su nagrade novčanog tipa.

## Terminologija
+ tipovi natjecanja: standardno ili powerlifting natjecanje (plasman se ostvaruje na osnovu total-a - ukupni rezultat), tzv. single lift (ili full meet) natjecanje (natječu se samo u jednoj vrsti podizanja - najčešće podizanju s klupe) i push-pull natjecanje (natječu se u podizanju s klupe i mrtvom dizanju; najrjeđi tip natjecanja)
+ izdržljivost (engl. endurance, ponekad for repetitions) - natjecanja u broju ponavljanja vježbe s istom težinom, najčešće iznosa vlastite težine te najčešće u potisku s klupe
+ disciplina bez opreme se u međunarodnoj terminologiji naziva raw ili classic ili unequipped, a disciplina s opremom se naziva equipped;  u raw disciplini sve federacije (pa i 100% RAW federacija) dopuštaju upotrebu remena (engl. belt), dok većina (pa i IPF) dopušta još i uporabu single ply steznika (engl. sleeves) za koljena, ali samo onih koje natjecatelj može sam navući i skinuti; poveći broj federacija dopušta i uporabu bandaža (engl. wraps) za zapešća i koljena prilikom postiska s klupe odnosno čučnja (neke od iznimaka su IPF, 100% RAW) dok neke federacije bilježe rekorde i održavaju natjecanja za raw bez bandaža i s bandažama (GPA)
+ bandaže za koljena osim što još stabiliziraju koljeno, mogu dodati 10-15% od maksimalne težine bez bandaža na rezultat s bandažama te mijenjaju formu samog čučnja; bandaže za zapešća stabiliziraju šaku tijekom potiska s klupe; steznici uglavnom zanemarivo utječu na rezultat i više su preventiva od ozljeda i psihološka pomoć
+ (engl. straps) - koristite se kao pomoćno sredstvo za mrtvo dizanje u slučaju slabog gripa, ali nisu dozvoljene na natjecanjima
+ osim na discipline, natjecanja i rekordi su podjeljeni po spolu, dobnoj skupini (engl. age division/age group) i težinskoj klasi (engl. weight class)
+ open dobna skupina - otvorena natjecateljima svih godina, ali prvenstveno namijenjena onima od 20-39 godina; ostvaruju se najbolji rezultati od svih dobnih skupina
+ potisak s klupe (engl. bench press (BP)) - odnosi se na tzv. flat bench press koji se izvodi na horizontalnoj klupi; postoje još incline i decline bench press koji se izvode na povišenoj (ramena iznad, zdjelica ispod horizontale) odnosno spuštenoj klupi (ramena ispod, zdjelica iznad horizontale); forme potiska s klupe: širok/uzak hvat (engl. wide/narrow grip), povinuta leđa/ravna leđa (engl. arched back/flat back)
+ čučanj (engl. squat (SQ)) - koristi se stražnji čučanj (engl. back squat) te njegova varijanta sumo čučanj; postoje dva osnovna tipa stražnjeg čučnja: powerlifting ili low bar i olimpijski ili high bar čučanj te njihov hibrid - prvi i posljednji uglavnom omogućavaju podizanje najveće težine te se s rijetkim iznimkama koriste u powerliftingu; vježbe čučnja se razlikuju ovisno o tome upotrebljava li se konvencionalni ili monolift stalak za čučanj - ako se koristi konvencionalni stalak onda se izvodi tzv. walked out squat, a ako se koristi monolift onda se izvodi monolift squat
+ mrtvo dizanje (engl. deadlift (DL)) - postoje tri varijante: standardna (engl. conventional), stiff-legged i sumo; prve dvije su uvijek dozvoljene na natjecanjima, dok je potonja ovisno o propozicijama natjecanja
+ koeficijenti za određivanje ukupnog pobjednika među svim težinskim klasama (engl. best lifter) kojeg koriste svjetske federacije: Wilks (IPF), Glossbrenner (WPC), Reshel (GPC, GPA, WUAP, IRP), Outstanding Lifter (OL) ili NASA (NASA), Schwartz/Malone, Siff; za kadetske i juniorske kategorije koristi se uglavnom Foster, a za master kategorije (iznad 40. godine) McCulloch ili Reshel
+ 1RM (engl. 1 repetition maximum) - najveća težina koju dizač može podići pravilnom tehnikom, ali samo jednim ponavljanjem
+ hvat (engl. grip) - tipovi: 
+ obzirom na položaj palca: regular grip, thumbless/suicide/false/monkey(SQ,BP) grip, hook(DL) grip;
+ obzirom na orijentaciju dlana: prone/pronated/overhand(BP)/double overhand(DL) grip, reverse/supine/supinated/underhand(BP) grip, alternated/mixed(DL) grip (jedna ruka supine, druga prone), thumbless mixed(DL) grip;
+ obzirom na položaj šipke u šaci: full(SQ) grip, fingertip(DL) grip.

## Vanjske poveznice
- Hrvatski powerlifting savez (HPLS)
- Europski powerlifting federacija (EPF)
- International powerlifting federacija (IPF)
- Hrvatski powerlifting savez (HPLS)
- Hrvatska powerlifting organizacija  Arhivirana inačica izvorne stranice od 20. ožujka 2017. (Wayback Machine)

Statističko-obavijesne stranice
- Hrvatski powerlifting portal  Arhivirana inačica izvorne stranice od 17. rujna 2016. (Wayback Machine)
- Baza podataka powerlifting rezultata u svim svjetskim federacijama  Arhivirana inačica izvorne stranice od 2. lipnja 2017. (Wayback Machine)
- Powerlifting ranking, svjetski rekordi, kalendar natjecanja  Arhivirana inačica izvorne stranice od 31. svibnja 2023. (Wayback Machine)
- Baza powerlifting dizača, svjetski rekordi, natjecanja uživo

Koeficijenti
- Wilks kalkulator
- Reshel kalkulator  Arhivirana inačica izvorne stranice od 30. ožujka 2018. (Wayback Machine)
- Usporedba svih relevantnih sustava koeficijenata kroz izračun
- 1RM kalkulator  Arhivirana inačica izvorne stranice od 19. veljače 2021. (Wayback Machine)
- openpowerlifting baza podataka